# Ivan Alilović
Ivan Alilović (Ružići, Grude, 25. veljače 1927. – Mostar, 11. veljače 2003.) bio je hrvatski književni povjesničar.
Istraživač književne i kulturne prošlosti Bosne i Hercegovine. Pučku školu završio u rodnom mjestu, potom položio prijemni ispit za upis u franjevačku Klasičnu gimnaziju na Širokom Brijegu. Međutim, gimnaziju nije nastavio. Do upisa u Vidovićevu dopisnu školu u Sarajevu, čija je četiri razreda uspio završiti, bavio se poljoprivredom u Ružićima. Od 1941. do konca rata radi kao učitelj u Borajni i pomoćnoj školi u Blaževićima, a potom polaže III. pedagoški tečaj u Mostaru. Radi kao učitelj u više mjesta, a često mu je taj posao i uskraćivan bez ikakvih objašnjenja. Na Višoj pedagoškoj školi u Mostaru završava studij hrvatsko-srpskog jezika i jugoslavenskih književnosti i od tada službuje kao nastavnik materinskog jezika u Viru, Posušju i Klobuku. 
Upisuje se na studij književnosti u Skoplju: tamo ga, zbog jednog pisma upućenog rođaku u Pariz, sumnjiče i ispituju kao antikomunista, te razmišlja da prekine studij. Biskup Smiljan Čekada, s kojim je bio u vezi, odvraća ga od toga i materijalno ga pomaže da nastavi studij. Kao apsolvent radi na Medicinskoj i Muzičkoj školi u Mostaru, ali, kako još nema diplomu, ubrzo gubi i taj posao, a vraća mu se nakon diplomiranja. Komunisti ga potom optužuju da u mostarskom pododboru Matice hrvatske, koji u to vrijeme u tom gradu nije ni postojao, djeluje kao nacionalist. Godine 1970. uhićen je i osuđen na tri godine zatvora. Nakon izlaska iz zatvora, nikada se više nije uspio zaposliti kao profesor.     
1990-ih je uređivao glasilo Hrvatskog društva političkih zatvorenika Politički zatvorenik.

## Djela
- Pustinjakove pripovijetke iz seoskog života zapadne Hercegovine (izbor pripovijetki Martina Mikulića, 1972.),
- Tri zaboravljena imena iz kulturne prošlosti Hercegovine (1974.),
- Duhan i život naroda u Hercegovini (1976.),
- Hrvatski narodni običaji u Hercegovini (1977.),
- Dr. Ante Radić, velikan hrvatske kulture (1979.),
- Tragom hrvatske kulturne baštine u Hercegovini (1980.),
- Hercegovci u hrvatskoj poeziji (izbor, 1982.),
- Hrvatski pripovjedači iz Hercegovine (izbor, 1983.),
- Bibliografija hrvatskih pisaca Bosne i Hercegovine do godine 1918. (1986.),
- Bibliografija hrvatskih pisaca Bosne i Hercegovine između dvaju ratova  (1989.)
- Križni put i raspuća hrvatskih đaka, studenata i intelektualaca iz Hercegovine (1999)